# سوناو كاساهارا
سوناو كاساهارا (باليابانية: 笠原 淳) (21 يوليو 1989 في نيغاتا في اليابان – )؛ هو لاعب كرة قدم ياباني سابق كان يلعب كحارس مرمى.

## وصلات خارجية
- سوناو كاساهارا على موقع رابطة كرة القدم اليابانية للمحترفين (اليابانية)
- سوناو كاساهارا على موقع قاعدة بيانات كرة القدم.إي يو (الإنجليزية)
- سوناو كاساهارا على موقع Soccerway.com (الإنجليزية)